# Bolbitis subcordata
Bolbitis subcordata är en träjonväxtart som först beskrevs av Edwin Bingham Copeland, och fick sitt nu gällande namn av Ren-Chang Ching. Bolbitis subcordata ingår i släktet Bolbitis och familjen Dryopteridaceae. Inga underarter finns listade.